# Osborne Colson
Harry Osborne Colson (* 31. März 1916 in Toronto, Ontario; † 14. Juli 2006 ebenda) war ein kanadischer Eiskunstläufer und Eiskunstlauftrainer.
Colsons Vater war einer der Gründer des Toronto Cricket, Skating and Curling Clubs.
Im Einzellauf wurde Osborne Colson 1935 kanadischer Vizemeister und 1936 und 1937 kanadischer Meister, im Paarlauf erreichte er 1936 an der Seite von Mary Jane Halsted den dritten Platz. Er nahm jedoch an keiner Weltmeisterschaft teil. Sein Trainer war Gustave Lussi. Nach dem Ende seiner Amateurkarriere, lief Colson für die Eisrevue Ice Follies. 
Als Trainer arbeitete Colson unter anderem mit Barbara Ann Scott, Donald Jackson, Donald Laws zusammen und betreute im hohen Alter noch Patrick Chan, der unter seiner Leitung 2005 kanadischer Juniorenmeister wurde.
Osborne Colson starb am 14. Juli 2006 an einer Lungenentzündung und anderen Komplikationen eines Autounfalls, den er früher im Jahr erlitten hatte.

## Ergebnisse

### Einzellauf
| Wettbewerb / Jahr          | 1935 | 1936 | 1937 |
| -------------------------- | ---- | ---- | ---- |
| Kanadische Meisterschaften | 2.   | 1.   | 1.   |